# うるわしきひと/青春のとびら
『うるわしきひと/青春のとびら』（うるわしきひと/せいしゅんのとびら）は、いきものがかりの5作目のシングル。「うるわしきひと」と「青春のとびら」との両A面シングル。エピックレコードジャパンからCDシングル・デジタル・ダウンロードで2007年2月14日に発売された。

## 概要
1stアルバム『桜咲く街物語』からの先行シングルとして前作「流星ミラクル」から約2ヶ月ぶりに発売された2007年第1弾シングル。本作はいきものがかり初の両A面シングルとなっている。
なお、『桜咲く街物語』にボーナストラックとして収録されている「SAKURA -Acoustic Version-」は当初このシングルに収録される予定であった。

## 収録曲
1. うるわしきひと （4:28）
  - 作詞・作曲：水野良樹 / 編曲：江口亮

コカ・コーラ「アクエリアス ビタミンガード」CMソング。
「流星ミラクル」と同様に水野が高校時代に組んでいたバンド「Groovy★Jack」の楽曲がモチーフである。
PVにはタレントの高山侑子が出演している。
2. 青春のとびら （2:57）
  - 作詞・作曲：水野良樹 / 編曲：WESTFIELD

映画『モンスター・ハウス』（日本語吹替版）テーマソング。
シングルA面曲ではもっとも短い曲である。
PVはタイアップ作品である『モンスター・ハウス』の映像を使用して制作された。なお、権利上の関係からかこのPVは2009年発売のPV集『とってもええぞう』に収録されていない。
3. 春一番 （3:29） 
  - 作詞・作曲：穂口雄右 / 編曲：江口亮

1970年代に活動したアイドルグループ・キャンディーズの楽曲「春一番」のカバー。
本曲をもってカバー曲の収録はいったん途切れ、次に収録されるのは17thシングル「ノスタルジア」収録の「時をかける少女」（原田知世）となる。
4. うるわしきひと -instrumental-
5. 青春のとびら -instrumental-
両A面であるため、2曲ともインストゥルメンタル・ヴァージョンが収録された。

## 収録アルバム
- 桜咲く街物語（#1・#2）
- いきものばかり〜メンバーズBESTセレクション〜（#1）